# Al-Qaria
Al-Qaria  (arabe : سُورَةُ ٱلْقَارِعَةِ, français : Le Fracas) est le nom traditionnellement donné à la 101e sourate du Coran, le livre sacré de l'islam. Elle comporte 11 versets. Rédigée en arabe comme l'ensemble de l'œuvre religieuse, elle fut proclamée, selon la tradition musulmane, durant la période mecquoise.

## Origine du nom
Bien que le titre ne fasse pas directement partie du texte coranique, la tradition musulmane a donné comme nom à cette sourate Le Fracas, en référence au contenu des premiers versets : 

« 1. Le fracas ! 
2. Qu'est-ce que le fracas ?
3. Et qui te dira ce qu'est le fracas ? »

## Historique
Il n'existe à ce jour pas de sources ou documents historiques permettant de s'assurer de l'ordre chronologique des sourates du Coran. Néanmoins selon une chronologie musulmane attribuée à Ǧaʿfar al-Ṣādiq (VIIIe siècle) et largement diffusée en 1924 sous l’autorité d’al-Azhar,, cette sourate occupe la 30e place. Elle aurait été proclamée pendant la période mecquoise, c'est-à-dire schématiquement durant la première partie de l'histoire de Mahomet avant de quitter La Mecque. Contestée dès le XIXe par des recherches universitaires, cette chronologie a été revue par Nöldeke,, pour qui cette sourate est la 24e.
Les sourates de la fin du Coran sont généralement considérées comme appartenant aux plus anciennes. Elles se caractérisent par des particularités propres. Elles sont brèves, semblent issues de proclamations oraculaires (ce qui ne signifie pas, pour autant, qu’elles en sont des enregistrements), elles contiennent de nombreux hapax...
Pour Nöldeke et Schwally, la quasi-totalité des sourates 69 à 114 sont de la première période mecquoise. Neuwirth les classe en quatre groupes supposés être chronologiques. Bien que reconnaissant leur ancienneté, certains auteurs refusent de les qualifier de « mecquoise », car cela présuppose un contexte et une version de la genèse du corpus coranique qui n’est pas tranchée. Cette approche est spéculative.
En effet, ces textes ne sont pas une simple transcription sténographique de proclamation mais sont des textes écrits, souvent opaques, possédant des strates de composition et des réécritures Cela n’empêche pas ces sourates de fournir des éléments contextuels (comme l’attente d’une Fin des Temps imminente chez les partisans de Mahomet). Ces textes sont marqués par une forme de piété tributaire du christianisme oriental. 
Bell considère cette sourate comme un fragment d’un texte plus important, ou une collection de fragments. Commençant par une glose sur le terme al-qari’a, présent dans la sourate 69, cette sourate pourrait avoir accueillis les versets 6 à 8 qui en auraient été retirés. Blachère considère, à la différence de la tradition musulmane, que cette sourate est ancienne.

## Interprétations

### Versets 1-3: glose sur le termeal-qari’a
Pour Régis Blachère, ce terme al-qari’a est une référence à la fin du monde, s’il est pris comme épithète, ou contiendrait l’idée de « fracasser avec bruit » s’il est pris comme participe actif substantivé. Les exégètes musulmans suivent la première hypothèse tandis que Blachère préfère la seconde. Plusieurs traductions ont été données. Lülling avait rapproché ce terme de la « dévastation apocalyptique » faisant suite à la mort de Jésus. En suivant le sens araméen, El-Badawi le traduit par « déchirure », en référence au rideau du Temple.
Neuenkirchen ne suit pas cette hypothèse. Pour lui, cela évoque le déchirement de la Terre, un tremblement de terre apocalyptique. Cela renvoi à plusieurs sous-textes évangéliques (Évangile selon Marc, selon Matthieu) mais aussi à un parallèle chez Jacques de Saroug. Dye repère dans ce passage une formulation qui relie ce texte au genre homilétique. Cela pourrait être un indice supplémentaire du lien avec Jacques de Saroug.

Texte de la sourate (Coran datant de 1874)
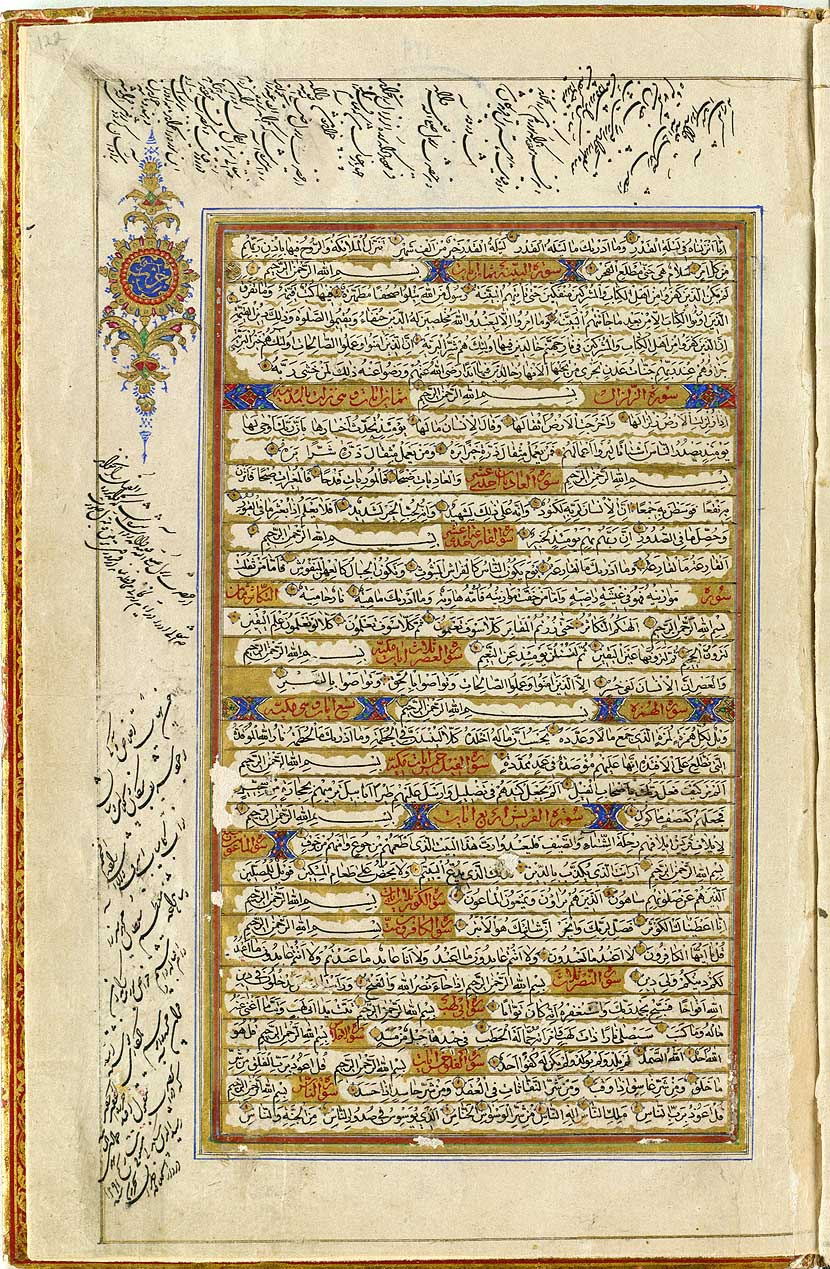